# خارچنگ اروپایی
خارچنگ اروپایی (نام علمی: Astacus astacus) نام یک گونه از زیرراسته شنارویان‌داران است.